# Теневые волны
Теневые волны — известны также как бегущие тени, слабоконтрастное оптическое атмосферное явление, которое иногда видно на фоне светлых плоскостей за 1—3 минуты до полной фазы и после полной фазы солнечного затмения. Теневые волны представляют светлые и тёмные линии (волны), движение которых видно на фоне светлых поверхностей. Теневые волны — следствие освещения атмосферы тонким солнечным серпом приблизительно за 1—2 минуты до и после полной фазы солнечного затмения. Из-за малых угловых размеров солнечного серпа преломление лучей в атмосфере в результате турбулентности вызывает флуктуации интенсивности светового потока от Солнца. Эти флуктуации и видны на фоне светлых поверхностей, наподобие того, как видны горячие тепловые потоки от горелок или костра. Доктором Stuart Eves из Surrey Satellite Technology Limited (SSTL) выдвинута гипотеза, что теневые волны могут быть вызваны инфразвуком.